# Newsha Tavakolian
Newsha Tavakolian (en persa: نیوشا توکلیان‎ (1981) es una fotoperiodista y fotógrafa documental iraní. Ha trabajado para las revistas Time, The New York Times, Le Figaro y National Geographic. Su trabajo se centra en temas relacionados con las mujeres. En 2011 cofundó la asociación de mujeres fotógrafas Rawiya. Tavakolian es miembro de pleno derecho de la Agencia Magnum.

## Trayectoria
Nacida y criada en Teherán, a los 16 años hizo un curso de fotografía de seis meses y pronto comenzó a trabajar en la prensa iraní como fotógrafa profesional. Primeramente trabajó en el diario de mujeres Zan y luego en otros nueve diarios reformistas, todos ellos prohibidos más tarde. Cubrió la Protesta estudiantil de julio de 1999, utilizando su Minolta con un objetivo de 50 mm, y sus fotografías aparecieron en varias publicaciones. Sin embargo, tras el "caos" de las elecciones presidenciales de Irán en 2009 se vio obligada a interrumpir su trabajo de fotoperiodista. Durante este tiempo, comenzó otros proyectos artísticos centrados en la utilización de la fotografía y el documental social. Así su trabajo se transformó en obras artísticas que implicaban comentarios sociales.
En 2001, con 21 años, se dio a conocer internacionalmente cuando conoció a JP Pappis, fundador de Polaris Images (Nueva York) en un festival de fotografía de Perpiñán. A partir de entonces comenzó a cubrir noticias en Irán para Polaris Images, y tres años más tarde hacía sus primeros trabajos como fotógrafa independiente para The Times.
En el plano internacional Tavakolian ha cubierto guerras, catástrofes naturales y reportajes sociales en Irak, Líbano, Siria, Arabia Saudita, Pakistán y Yemen. Su trabajo ha sido publicado por revistas y periódicos internacionales como Time, Newsweek, Stern, Le Figaro, Colors, New York Times Magazine, Der Spiegel, Le Monde, NRC Handelsblad y National Geographic.
Los temas más comunes en su obra son historias fotográficas de mujeres, amigos y vecinos en Irán; la evolución del papel de las mujeres para superar las desigualdades basadas en el género y el contraste de los estereotipos de los medios de comunicación occidentales. Sus proyectos fotográficos incluyen Mother of Martyrs (2006), Women in the Axis of Evil (2006), The Day I Became a Woman (2010) y Look (2013).
En 2014 ganó el premio de fotoperiodismo de la Fondation Carmignac, creada por el banquero francés Edouard Carmignac. Con la dotación económica de este premio (50.000 euros), Tavakolian quiso crear un proyecto que recogiera su visión de Irán al que llamó "Páginas en blanco de un álbum de fotos iraní". Este proyecto rastreaba la vida de un grupo diverso de iraníes que habían sido adolescentes durante la revolución. Para consternación de Tavakolian, Carmignac quiso manipular su obra. Insistió en que le diera al proyecto el título tópico "La generación perdida", además de eliminar el texto sobre su experiencia de vivir en Irán que lo acompañaba. Ella manifestó "No soy una flor delicada. Tan sólo quiero asumir la responsabilidad de mi propio trabajo. ¿Defenderme? Puedo hacerlo. Pero si alguien me arrincona, ¿cómo puedo defenderme? He cubierto muchos acontecimientos aquí, pero siempre siendo responsable de mis decisiones". Tavakolian decidió rechazar el premio debido a sus sentimientos hacia Occidente, ya que ella niega activamente la influencia occidental en su arte. Esto es fundamental en su carrera como artista iraní. Según afirmó, "Cuando nos empeñamos en que Occidente entienda a Irán, nuestro trabajo se queda en la superficie. Quiero contar la historia de los iraníes a los propios iraníes, aquí es donde puedo desafiarme y profundizar en los estratos más complicados". Su obra pretende estar desprovista de influencias occidentales, ya que no está destinada al público occidental. La representación real y personal de Irán sigue siendo el centro de su trabajo.
Tavakolian ha tenido varios proyectos polémicos en el mundo islámico. Su trabajo "Listen" se centra en las mujeres cantantes a las que no se les permite actuar como solistas o producir sus propios CD debido a las normas islámicas vigentes desde la revolución de 1979. Además de crear portadas de CD para cantantes musulmanas, Tavakolian incluye retratos de las cantantes, con los ojos cerrados, la boca abierta y apasionamiento en sus rostros. Estas mujeres tenían tanto miedo a ser fotografiadas que Tavakolian pasó casi un año convenciéndolas para que participaran en la sesión fotográfica. Las mujeres de las fotografías son todas cantantes profesionales que han truncado sus carreras. De acuerdo con el principio islámico, las mujeres no pueden cantar para los hombres. Para ganarse la vida, estas cantantes solo pueden cantar en fiestas exclusivamente de mujeres, hacer coros o actuar fuera de Irán. Por lo tanto, su trabajo puede considerarse muy controvertido para las sociedades musulmanas, además de los países que defienden el Islam.
En junio de 2016, la Media Development Autority (MDA) de Singapur censuró en el último momento 33 fotografías de Tavakolian previstas para su exposición I Know Why the Rebel Sings que formaba parte del programa The OPEN previo al Festival Internacional de las Artes de Singapur. Quince de ellas, que muestran a mujeres rebeldes que luchan contra ISIS, se presentaron en una muestra limitada a mayores de 16 años y oscurecidas. El director del festival, Ong Keng Sen, emitió un comunicado en el que condenaba la medida de la MDA y la falta de explicaciones, señalando que las fotografías ya estaban publicadas en la revista Time, de fácil acceso tanto en línea como fuera de ella. “Así que estamos viviendo con un nuevo terror desconocido y fuera de nuestro control”, dijo en la presentación de la exposición.
En junio de 2015, Tavakolian se convirtió en miembro nominado de Magnum Photos y en 2019 en miembro de pleno derecho.
En 2019, las autoridades iraníes le prohibieron trabajar en el país.

## Vida personal
Vive y trabaja en Teherán y está casada con el periodista holandés Thomas Erdbrink.

## Premios
Tavakolian formó parte de la Joop Swart Masterclass 2006 organizada por World Press Photo. En 2007 quedó finalista del Premio Inge Morath. 

## Exposiciones
Su obra ha sido expuesta en instituciones como el Museo Británico, el Museo Victoria and Albert, el Museo de Arte del Condado de Los Ángeles, el Museo de Bellas Artes, Boston y la Somerset House, Londres (abril de 2014) donde fue una de los ocho fotógrafos iraníes incluidos en la exposición Burnt Generation.